# Bronisław Szymichowski
Bronisław Szymichowski (ur. 27 kwietnia 1916 w Ręboszewie, pow. Kartuzy, zm. 6 marca 1995 w Pomieczynie, pow. Kartuzy) – ksiądz, porucznik AK, więzień sowieckiego łagru.

## Życiorys
Pochodził z rodziny chłopskiej był synem Pauliny i Teodora Szymichowskich. Naukę rozpoczął w szkole powszechnej w Smętowie, kontynuował w gimnazjum w Kartuzach (zakończoną tzw. małą maturą) oraz w gimnazjum w Kościerzynie. Po zdaniu matury wstąpił do Wojska Polskiego, w którym pełnił służbę w Szkole Podchorążych Rezerwy w Zambrowie, a potem w 66 Kaszubskim pułku piechoty im. marsz. J. Piłsudskiego w Chełmnie nad Wisłą. Od 1938 roku kontynuował naukę w Seminarium Duchownym Diecezji Chełmińskiej w Pelplinie. 
W czasie wojny był członkiem TOW „Gryfa Kaszubskiego”, a później TOW „Gryfa Pomorskiego”. Jako porucznik, pseudonim „Romb”, pełnił funkcję komendanta w Chmielnie. Po wkroczeniu Sowietów w marcu 1945 roku został aresztowany i osadzony w łagrze. 
Po powrocie do Polski kontynuował studia w seminarium duchownym w Pelplinie, gdzie w 1948 roku otrzymał też święcenia kapłańskie. 8 lipca 1948 roku odprawił w Brodnicy Górnej swoją Mszę Świętą Prymicyjną. Pełnił funkcję wikariusza w parafii w Łasinie i proboszcza w Ostrowitem oraz w Pomieczynie (1962-1990).
Od 1990 roku, jako ksiądz emeryt – rezydent, mieszkał na plebanii w Pomieczynie. Jego grób znajduje się na tamtejszym cmentarzu parafialnym. Mieszkańcy na jego cześć jednej z ulic Pomieczyna nadali jego imię.